# 외곽선 글꼴
외곽선 글꼴(Outline fonts) 또는 벡터 폰트(Vector font)는 벡터 그래픽스의 형태로 표현된 글꼴로 글자를 확대해도 선명하다. 대부분 베지에 곡선을 이용하여 외곽선을 나타낸다.

## 종류
- 포스트스크립트 글꼴: 어도비 사가 만든 글꼴 포맷으로 트루타입글꼴이 2차 베지에 곡선을 사용하는 것과는 달리 2개의 점을 정보로 하는 베지에 3차 곡선을 사용하여 외곽선을 표현한다.
- 트루타입(TrueType) 글꼴 : 포스트스크립트 글꼴의 뒤를 이어 애플이 개발한 외곽선 서체(글꼴) 포맷. 포스트스크립트 글꼴과는 달리 베지에 2차 곡선을 이용하여 외곽선을 표현하고 포스트스크립트 글꼴보다 복잡한 힌팅을 표현할 수가 있다. 확장자는 ".ttf"이다.
- 오픈타입(OpenType) 글꼴: 마이크로소프트와 어도비 사가 개발한 글꼴로 포스트스크립트 글꼴과 트루타입 글꼴에서 서로의 장점을 살려 통합한 포맷이다. 확장자는 ".otf"이다.
- 메타폰트: 도널드 커누스가 TeX조판을 위해 만든 외곽선 글꼴 규격으로, 외곽선에 대한 정보뿐만 아니라 선의 방향 등에 대한 정보도 담겨있다.

## 같이 보기
- 비트맵 글꼴
- 선형 변환

## 참고 문헌
- Stamm, Beat (1998년 3월 25일). “The raster tragedy at low resolution”. 2016년 2월 19일에 원본 문서에서 보존된 문서. 2017년 7월 7일에 확인함.
- Mark Kilgard (2012년 4월 10일). “Vector Graphics & Path Rendering”. 28쪽.